# Les Mujouls
Les Mujouls – miejscowość i gmina we Francji, w regionie Prowansja-Alpy-Lazurowe Wybrzeże, w departamencie Alpy Nadmorskie.
Według danych na rok 1990 gminę zamieszkiwało 27 osób, a gęstość zaludnienia wynosiła 2 osoby/km² (wśród 963 gmin regionu Prowansja-Alpy-W. Lazurowe Les Mujouls plasuje się na 758. miejscu pod względem liczby ludności, natomiast pod względem powierzchni na miejscu 621.).